# Idioma botlij
El botlij (también escrito botlikh y boltlix) es una lengua andi-avárica de la subfamilia subfamilia caucásica nororiental hablada por el pueblo botlij en las aldeas de Buikhe y Ashino en el suroeste de Daguestán, en Rusia, por unas 210 personas, de acuerdo con el censo ruso de 2010.

### Enlace exterior
- The peoples of the Red Book: Botlikhs

- Datos: Q56560